# 琼追·晋美南卡多杰
琼追·晋美南卡多杰（藏語：འཇིགས་མེད་ནམ་མཁའི་རྡོ་རྗེ；1897年—1956年）藏族，西藏那曲地区巴青县人，苯教活佛，苯教古入江寺第一任堪布。

## 生平
琼追·晋美南卡多杰是巴青县人，生于1897年。苯教发源于阿里地区，但自10世纪后，佛教兴起，苯教逐渐被佛教排挤出阿里及卫藏，转到藏东北多康地区。如今在那曲及昌都，除了藏传佛教外，苯教仍十分盛行。琼追自幼在苯教环境中长大，家庭富足。琼追自幼便决心皈依苯教，1911年在苯教路布寺出家。1919年，琼追离开家乡赴卫藏，在日喀则的苯教寺院梅日寺，随该寺堪布平措罗追学习宗教哲学，并被正式授比丘戒，起法名“雍仲坚赞白桑布”。琼追虽然是苯教徒，但佛、苯双修，不固执门户之见。
此后，琼追四方云游，修行弘法，曾到过苯教神山冈仁波齐、圣湖玛旁雍错。他了解象雄和苯教的历史。当他见到苯教发祥地阿里已无苯教徒时，非常难过，便发愿在阿里重兴苯教。1924年赴阿里时，琼追确信卡尔东便是传说中的象雄王宫穹隆银城。那次他和博尼加赞共同转完神山冈仁波齐后，赴芝达布日寺，又折至卡尔东，参拜了苯教大师真巴南喀的修行洞及卡尔东的石佛像，最后到附近的曲龙村修行了一百天。在曲龙村，他查看了曲龙遗址，因为有人认为该遗址才是穹隆银城。当时，卡尔东周边土地均属札达县曲龙村（日后调整行政区划时，古入江寺及卡尔东均被划给噶尔县门士乡，从此同曲龙村分属两县。）琼追想在卡尔东建苯教寺院，首先要经曲龙村头人同意。
琼追的亲传女弟子次仁卓玛回忆称：“曲龙村信佛教，比较虔诚，琼追大师总是说苯佛一家，感动了他们。他在印度的时候，这边派人派马从印度请他回来，捐地给他建寺庙。他那时身体好，亲自带人去印度买木头，用牛车从札达运过来。”
德康·索朗曲杰介绍称，建寺时，琼追的父亲派人用35匹牦牛送来一套《甘珠尔》、一套《丹珠尔》以及其他经文。1936年，苯教寺院梅日寺堪布丹巴罗追应邀来古入江寺，同意古入江寺成为梅日寺的分寺，并且认定琼追为8世纪苯教圣人真巴南喀的转世。琼追成了苯教后弘期在阿里重兴苯教的第一个人。
1954年，在冈仁波齐转山时，琼追遇到一位来自自己家乡巴青县的苯教僧人丹增旺扎，便将自己的事业托付与他。
1956年，琼追圆寂。